# Enhanced Chip Set
ECS (ang. Enhanced Chip Set – ulepszony chipset) – chipset nowocześniejszy niż OCS, montowany w komputerach klasy Amiga. Zaczął być stosowany w 1990, na początku w komputerze Amiga 3000. Produkowane później komputery Amiga wykorzystywały równolegle OCS i ECS lub wyłącznie ECS. W 1991 zaczęto go stosować w komputerach Amiga 500+. Ostatnią maszyną, w której ECS był wykorzystany, była Amiga 600.
W skład ECS wchodziły układy:
- Super Agnus 8375 (do 2 MB CHIP RAM)
- Super Denise
- Paula

## Cechy ECS
- obsługa 4-kolorowych trybów graficznych Productivity (rozdzielczość 640 × 480 pikseli) i SuperHires (1280 × 200 lub 1280 × 256)
- zdolność do kopiowania obszarów większych niż 1024 × 1024 pikseli w jednej operacji
- zdolność do wyświetlania obrazu w rejonie krawędzi (poza wszystkimi oknami)

Następcą ECS był chipset AGA.